# 항도항 (거제시)
항도항은 대한민국 경상남도 거제시 사등면 성포리에 있는 어항이다. 2003년 2월 3일 어촌정주어항으로 지정하여 관리하고 있다. 시설관리자는 거제시장이다.

## 어항 연혁
- 항도마을은 성포의 동쪽에 있는 섬인데 민물때는 섬이고 썰물때는 걸어다니는 장구 모양의 목이 있어 목섬이라 하였으나 이 목을 매립하여 멸치 어막을 만들었고 지금은 조선소가 있는 마을로 1968년 신설되었다.

## 어항 구역
- 수역: 미지정(거제시 사등면 성포리 16-19번지 수역)
- 육역: 미지정

## 어항 시설
- 선착장

## 주요 어종
- 멸치, 도다리